# Lista de jogadores da Major League Baseball com 3000 rebatidas

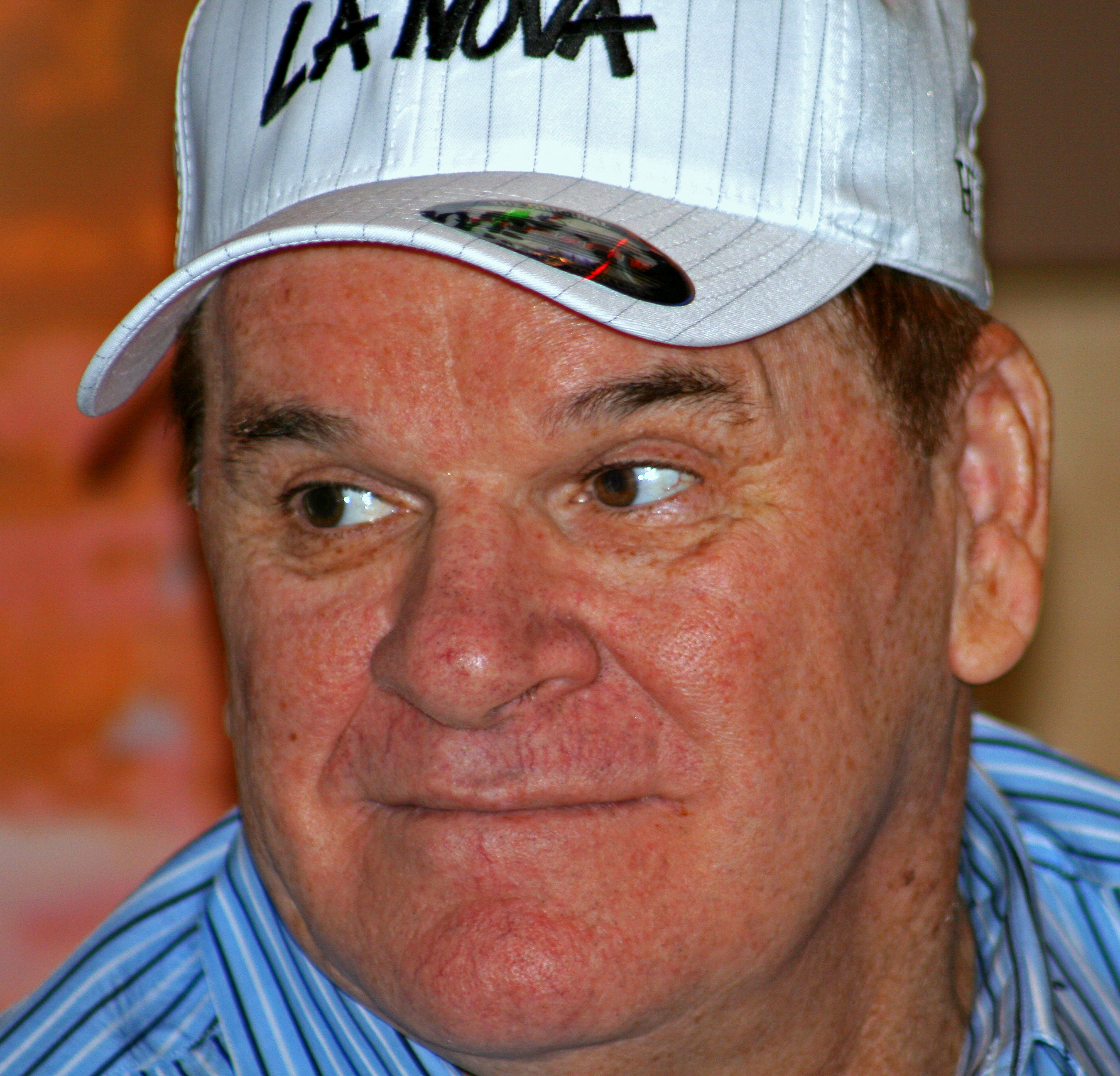
Pete Rose é líder da MLB com 4256 rebatidas.

Na Major League Baseball (MLB), são conhecidos como o "clube das 3000 rebatidas" ou "3,000 hit club" um grupo de rebatedores que conseguiu 3000 ou mais rebatidas na temporada regular em suas carreiras. Cap Anson foi o primeiro a fazer parte do clube em 18 de Julho de 1897, embora o total de rebatidas em sua carreira é incerta. Dois jogadores—Nap Lajoie e Honus Wagner—atingiram 3000 rebatidas durante a temporada de 1914. Ty Cobb se tornou o quarto membro do clube em 1921 e se tornou o primeiro jogador na história da MLB a atingir 4000 rebatidas em 1927, encerrando sua carreira com mais de 4100. Cobb, que também é líder da MLB em média de rebatidas, permaneceu na liderança em rebatidas até 11 de Setembro de 1985, quando Pete Rose conseguiu sua 4192ª rebatida. Rose, o detentor atual do recorde, encerrou sua carreira com 4256 rebatidas, uma conquista que por conta própria o teria qualificado para o Hall of Fame não tivesse a Major League Baseball o banido para sempre devido Rose ter apostado em jogos atuando como gerente. Roberto Clemente encerrou sua carreira precisamente com 3000 rebatidas, alcançando a marca em sua última vez ao bastão de sua carreira. O mais recente membro do clube é Albert Pujols, que conseguiu sua 3000ª rebatida em 4 de maio de 2018, jogando pelo Los Angeles Angels.
No total, 32 jogadores atingiram a marca de 3000 rebatidas na história da MLB. Destes, 17 eram rebatedores destros, 13 eram canhotos e 2 ambidestros, significando que podiam rebater de qualquer lado do home plate. Dez desses jogadores atuaram por apenas um time na MLB. O  Cleveland Indians é a única franquia a ver três jogadores atingir o marco enquanto atuavam pelo time: Lajoie (enquanto a franquia era conhecida como "Naps"), Tris Speaker e Eddie Murray. Seis jogadores—Hank Aaron, Willie Mays, Murray, Rafael Palmeiro, Rodriguez e Albert Pujols—são também membros do  clube dos 500 home runs. Com 36,7%, Cobb detém a mais alta média em rebatidas na carreira entre os membros deste clube, enquanto Cal Ripken, Jr. detém a mais baixa média com 27,6%. Rodriguez, Derek Jeter e Wade Boggs são os únicos jogadores a rebater um home run em sua 3000ª rebatida e Paul Molitor e Ichiro Suzuki são os únicos jogadores a rebaterem uma tripla em sua 3000ª rebatida; todos os outros rebateram uma simples ou dupla. Craig Biggio foi eliminado na segunda base na tentativa de transformar uma rebatida simples em dupla na sua 3000ª rebatida. Biggio e Jeter são os únicos jogadores a se juntar ao clube em um jogo onde conseguiram cinco rebatidas; Jeter atingiu a base à salvo em todas suas vezes ao bastão.
O cronista de beisebol Josh Pahigian escreveu que o clube é "por muito tempo considerada a melhor medida de superioridade no bastão." Atingir 3000 rebatidas é sempre descrita como a garantia de uma eventual entrada no Baseball Hall of Fame. Todos os membros do clube elegíveis, com a exceção de Palmeiro, foram eleitos para o Hall, e desde 1962 todos os membros do clube que foram introduzidos, foram eleitos na primeira votação, exceto Biggio. Rose foi declarado permanentemente inelegível para o Hall of Fame quando foi banido do beisebol. Palmeiro não conseguiu a entrada no Hall of Fame em deferência da BBWAA em 2014.

## Campo

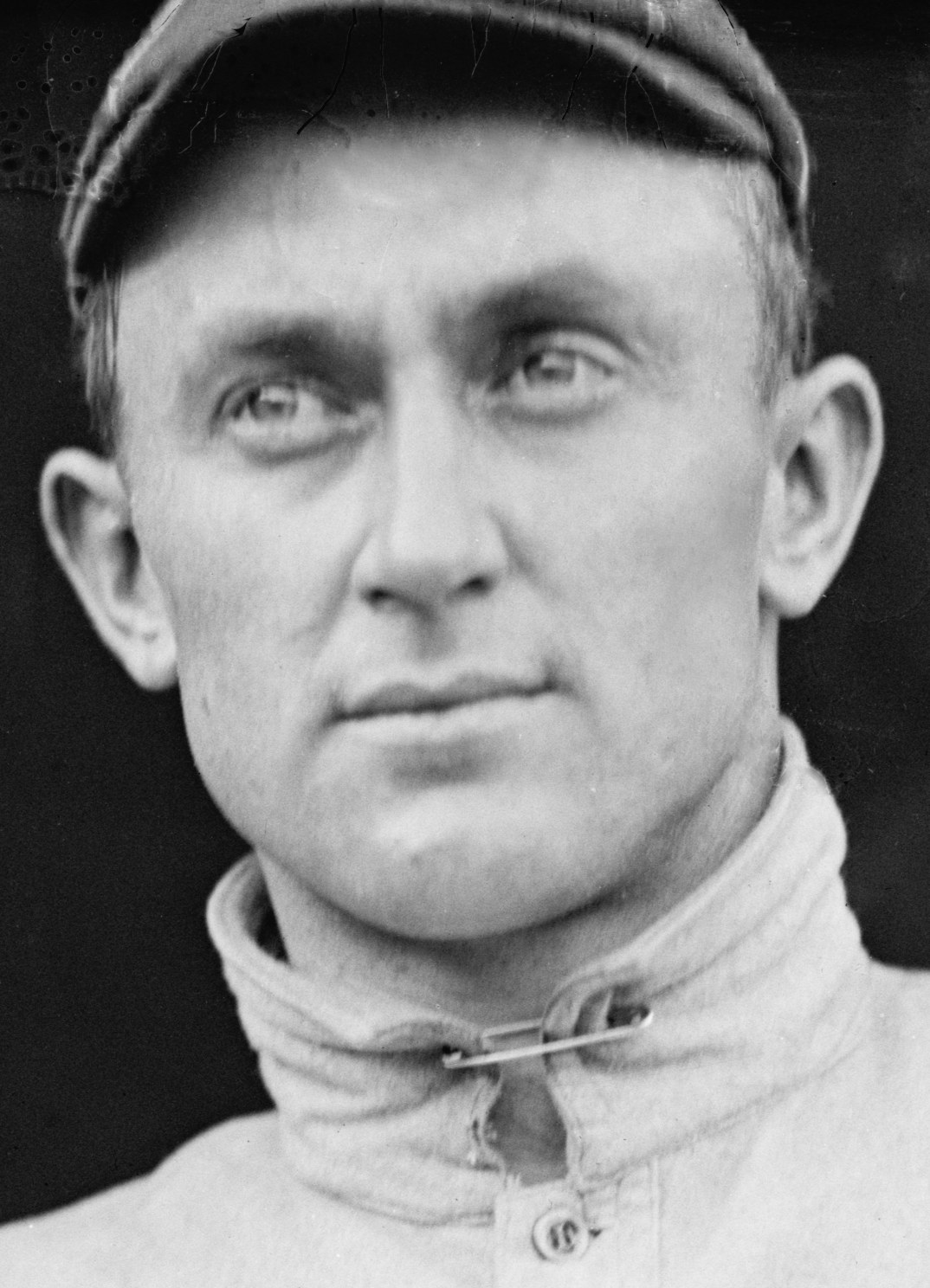
Ty Cobb atingiu 4000 rebatidas durante a temporada de 1928 e foi o único jogador a atingir tal marca até Rose se juntar a ele em 13 de Abril de 1984

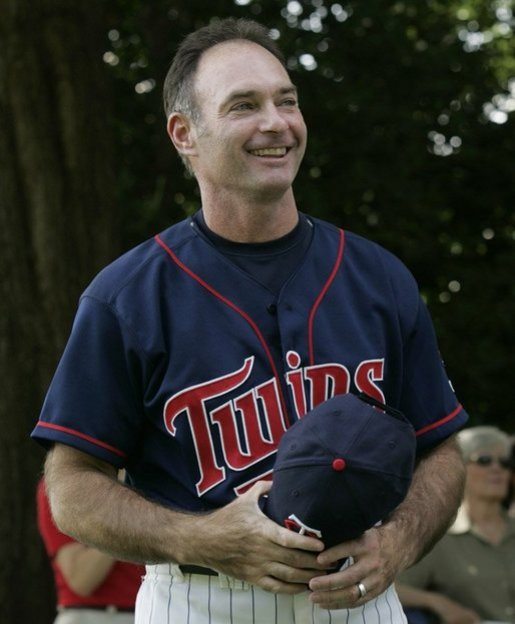
Paul Molitor atingiu sua 3000ª com uma rebatida tripla

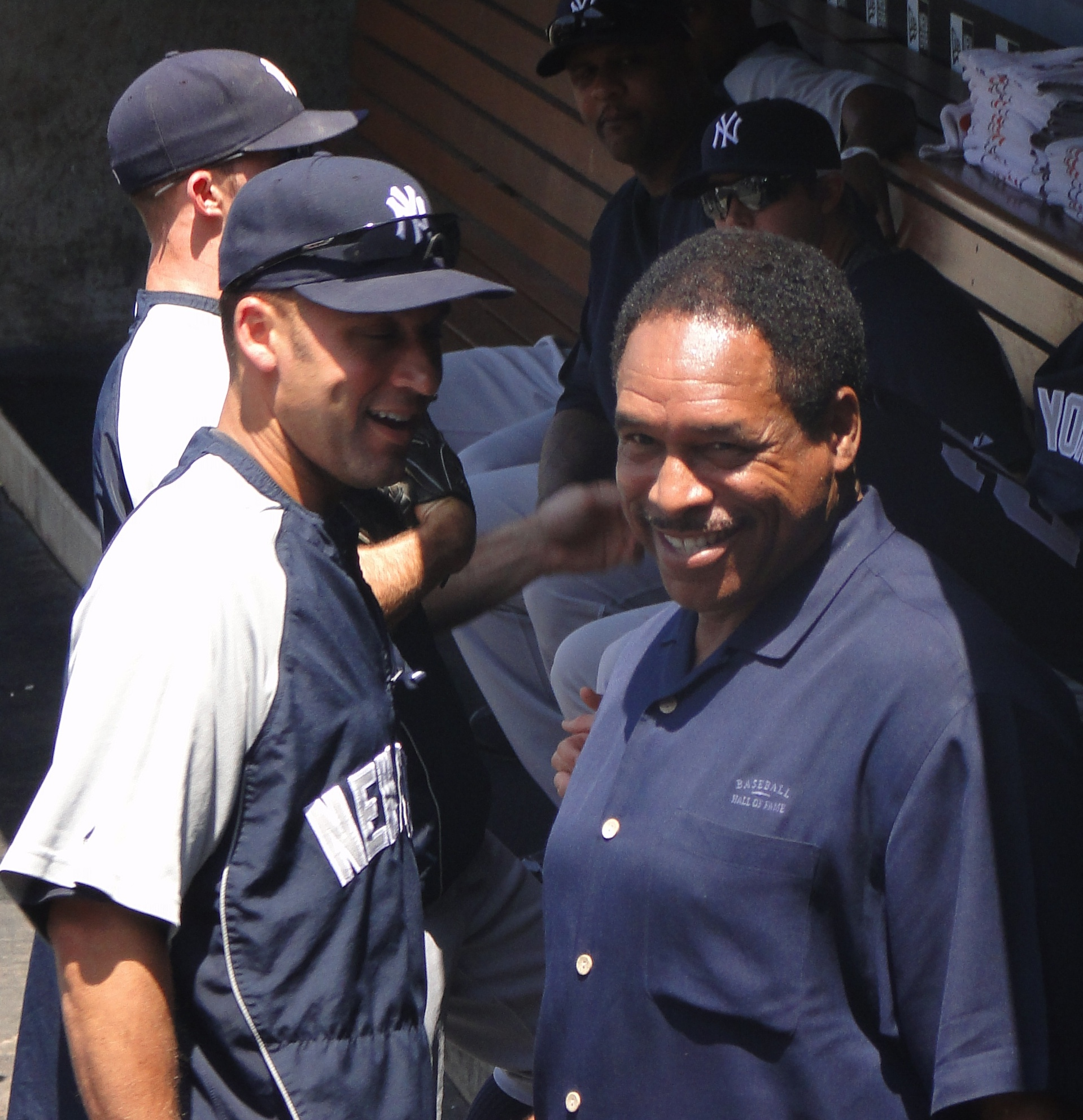
Derek Jeter (esquerda) e Dave Winfield (direita), ambos membros do clube

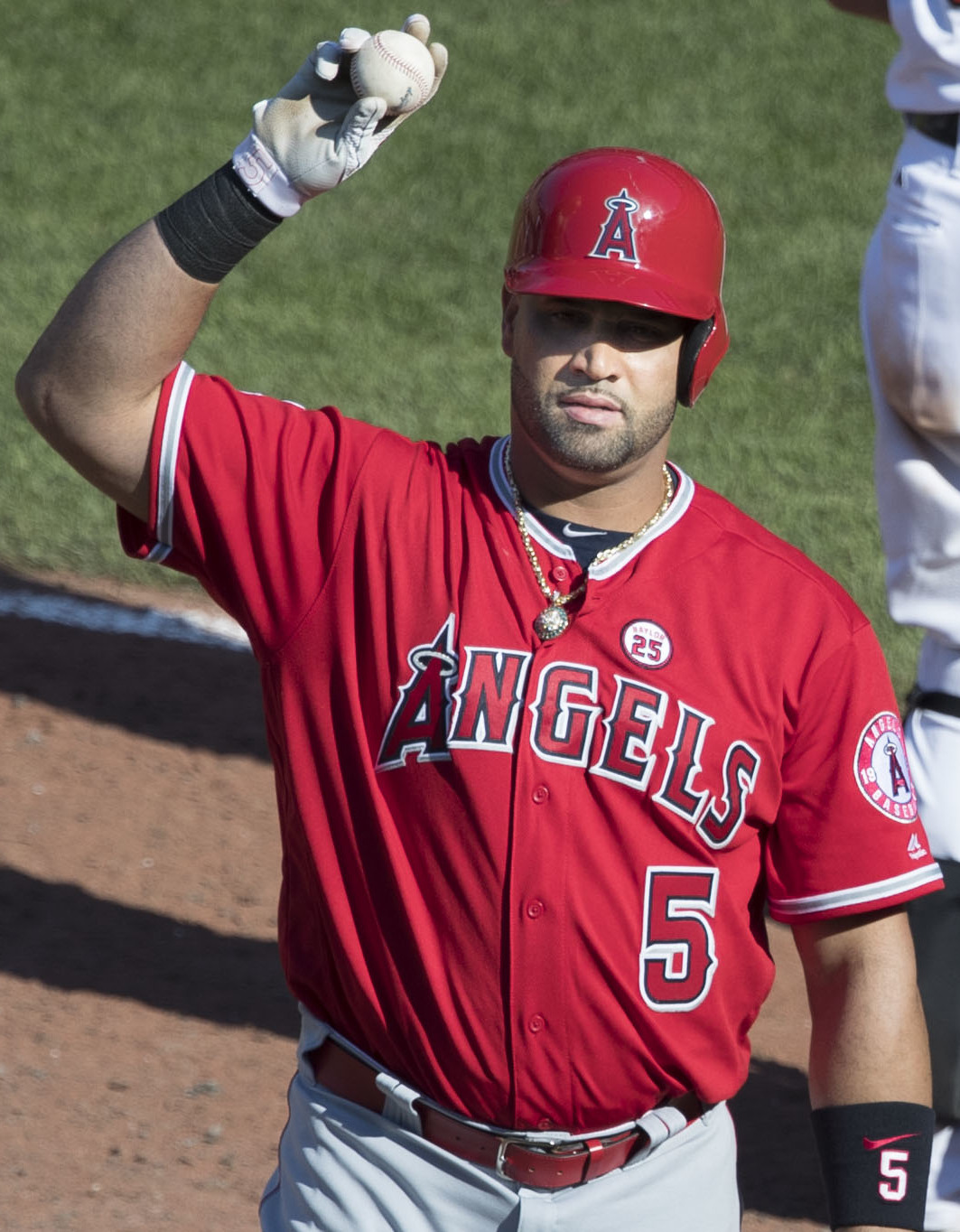
Albert Pujols é o mais recente membro do clube das 3.000 rebatidas

| Jogador        | Nome do jogador                                     |
| Rebatidas      | Número de rebatidas na carreira                     |
| Média (%)      | Média de aproveitamento na carreita                 |
| Data           | Data da 3000ª rebatida                              |
| Time           | O time do jogador em sua 3000ª rebatida             |
| Tempordas      | Temporadas em que o jogador atuou                   |
| 3000ª rebatida | O tipo de rebatida quando alcançou a 3000ª rebatida |
| †              | Eleito para o Baseball Hall of Fame                 |
| ‡              | Jogador ainda ativo                                 |

## Membros
Estatísticas atualizadas até 4 de maio de 2018.
| Jogador           | Rebatidas | Média (%) | Data                   | Time                 | Temporadas          | 3000ª rebatida | Ref    |
| ----------------- | --------- | --------- | ---------------------- | -------------------- | ------------------- | -------------- | ------ |
| Pete Rose         | 4256      | 30,3      | 5 de Maio de 1978      | Cincinnati Reds      | 1963–1986           | Simples        | [ 24 ] |
| Ty Cobb†          | 4191      | 36,7      | 19 de Agosto de 1921   | Detroit Tigers       | 1905–1928           | Simples        | [ 9 ]  |
| Hank Aaron†       | 3771      | 30,5      | 17 de Maio de 1970     | Atlanta Braves       | 1954–1976           | Simples        | [ 25 ] |
| Stan Musial†      | 3630      | 33,1      | 13 de Maio de 1958     | St. Louis Cardinals  | 1941–1944 1946–1963 | Dupla          | [ 26 ] |
| Tris Speaker†     | 3514      | 34,5      | 17 de Maio de 1925     | Cleveland Indians    | 1907–1928           | Simples        | [ 27 ] |
| Derek Jeter       | 3465      | 31,0      | 9 de Julho de 2011     | New York Yankees     | 1995–2014           | Home run       | [ 28 ] |
| Honus Wagner†     | 3430      | 32,9      | 9 de Junho de 1914     | Pittsburgh Pirates   | 1897–1917           | Dupla          | [ 29 ] |
| Carl Yastrzemski† | 3419      | 28,5      | 12 de Setembro de 1979 | Boston Red Sox       | 1961–1983           | Simples        | [ 30 ] |
| Paul Molitor†     | 3319      | 30,6      | 16 de Setembro de 1996 | Minnesota Twins      | 1978–1998           | Tripla         | [ 31 ] |
| Eddie Collins†    | 3314      | 33,3      | 3 de Junho de 1925     | Chicago White Sox    | 1906–1930           | Simples        | [ 32 ] |
| Willie Mays†      | 3283      | 30,2      | 16 de Julho de 1970    | San Francisco Giants | 1951–1952 1954–1973 | Simples        | [ 33 ] |
| Eddie Murray†     | 3255      | 28,7      | 30 de Junho de 1995    | Cleveland Indians    | 1977–1997           | Simples        | [ 34 ] |
| Nap Lajoie†       | 3252      | 33,9      | 27 de Setembro de 1914 | Cleveland Naps       | 1896–1916           | Dupla          | [ 36 ] |
| Cal Ripken, Jr.†  | 3184      | 27,6      | 15 de Abril de 2000    | Baltimore Orioles    | 1981–2001           | Simples        | [ 38 ] |
| George Brett†     | 3154      | 30,5      | 30 de Setembro de 1992 | Kansas City Royals   | 1973–1993           | Simples        | [ 39 ] |
| Paul Waner†       | 3152      | 33,3      | 19 de Junho de 1942    | Boston Braves        | 1926–1945           | Simples        | [ 40 ] |
| Robin Yount†      | 3142      | 28,5      | 9 de Setembro de 1992  | Milwaukee Brewers    | 1974–1993           | Simples        | [ 41 ] |
| Tony Gwynn†       | 3141      | 33,8      | 6 de Agosto de 1999    | San Diego Padres     | 1982–2001           | Simples        | [ 42 ] |
| Alex Rodriguez    | 3115      | 29,5      | 19 de Junho de 2015    | New York Yankees     | 1994–2016           | Home run       | [ 43 ] |
| Dave Winfield†    | 3110      | 28,3      | 16 de Setembro de 1993 | Minnesota Twins      | 1973–1995           | Simples        | [ 44 ] |
| Ichiro Suzuki‡    | 3089      | 31,1      | 7 de agosto de 2016    | Miami Marlins        | 2001–presente       | Tripla         | [ 45 ] |
| Craig Biggio†     | 3060      | 28,1      | 28 de Junho de 2007    | Houston Astros       | 1988–2007           | Simples        | [ 46 ] |
| Rickey Henderson† | 3055      | 27,9      | 7 de Outubro de 2001   | San Diego Padres     | 1979–2003           | Dupla          | [ 47 ] |
| Rod Carew†        | 3053      | 32,8      | 4 de Agosto de 1985    | California Angels    | 1967–1985           | Simples        | [ 48 ] |
| Lou Brock†        | 3023      | 29,3      | 13 de Agosto de 1979   | St. Louis Cardinals  | 1961–1979           | Simples        | [ 49 ] |
| Rafael Palmeiro   | 3020      | 28,8      | 15 de Julho de 2005    | Baltimore Orioles    | 1986–2005           | Dupla          | [ 50 ] |
| Adrián Beltré‡    | 3017      | 28,6      | 30 de julho de 2017    | Texas Rangers        | 1998–presente       | Dupla          | [ 51 ] |
| Cap Anson†        | 3011      | 33,1      | 18 de Julho de 1897    | Chicago Colts        | 1871–1897           | Simples        | [ 52 ] |
| Wade Boggs†       | 3010      | 32,8      | 7 de Agosto de 1999    | Tampa Bay Devil Rays | 1982–1999           | Home run       | [ 53 ] |
| Al Kaline†        | 3007      | 29,7      | 24 de Setembro de 1974 | Detroit Tigers       | 1953–1974           | Dupla          | [ 54 ] |
| Albert Pujols‡    | 3001      | 30,4      | 4 de maio de 2018      | Los Angeles Angels   | 2001–presente       | Simples        | [ 55 ] |
| Roberto Clemente† | 3000      | 31,7      | 30 de Setembro de 1972 | Pittsburgh Pirates   | 1955–1972           | Dupla          | [ 56 ] |